# Chirojeugd Vlaanderen
De Chirojeugd Vlaanderen, in de volksmond kortweg Chiro genoemd, is een jeugdbeweging die vooral actief is in het Duits- en Nederlandstalig gedeelte van België (zie Vlaanderen). Daarnaast is ze in mindere mate ook aanwezig in het Brussels Hoofdstedelijk Gewest en in de Belgische Oostkantons. De Franstalige zusterbeweging in België heet Patro.
Het ledenaantal van Chirojeugd Vlaanderen ligt rond de honderdduizend. Daarmee is het de grootste jeugdbeweging in Vlaanderen en België.
De beweging heeft ook internationale vertakkingen, zoals Jong Nederland, maar vooral in Latijns-Amerika en Afrika (Chiro Burundi, Chiro Zuid-Afrika en Kiro Congo, bijvoorbeeld), en werkt via de internationale koepel FIMCAP samen met jeugdbewegingen over de hele wereld.

## Identiteit en symbolen

### Naamgeving
De naam Chiro komt van de Griekse letters chi (χ) en rho (ρ), wat verwijst naar de eerste letters van Jezus' bijnaam, Christos, Grieks voor de gezalfde. De keuze voor deze Griekse letters had te maken met het Nieuwe Testament, dat oorspronkelijk in het Koinè-Grieks is geschreven. Oorspronkelijk verwees de term "Chirojeugd" enkel naar de jongens in de patronaten. Jozef Cleymans gebruikte het woord in het hoofdartikel van Het Katholiek Patronaat, toen dat voor de eerste keer verscheen, op 1 oktober 1934. In dat artikel stelde hij een werking voor waaruit de latere jeugdbeweging zou groeien.
De opvoeding die in de patronaten gegeven werd, paste binnen het idee van "Alles voor Vlaanderen, Vlaanderen voor Kristus" (de AVV-VVK-gedachte).

### Christus Koning, het "Chirofeest" van vroeger
Christus Koning wordt door bepaalde groepen gevierd op de laatste zondag van het kerkelijk jaar, dus de week voor de advent begint. Gewoonlijk is dat in de week van 20 tot 26 november (de laatste zondag van het kerkelijk jaar, bij de protestanten ook wel eeuwigheidszondag genoemd). Het feest was lange tijd een van de hoogdagen voor deze vereniging in de Christus Koning-gedachte. In de parochie van de plaatselijke Chirogroep was er een viering en die werd aangevuld met lokale activiteiten, zoals daar zijn een jeugdhulde, een spellendag, een ouderfeest. In het Chiro-ideaal waren de leden ridders en dienaressen van Christus. Het thema Christus Koning verdwijnt stilaan vanaf de jaren 1960, maar sommige groepen houden tradities in ere en vieren nog Christus Koning, weliswaar met een hedendaagse invulling.

### Logo

Het Christusmonogram

Gedurende tientallen jaren gebruikte men het labarum of Christusmonogram als symbool. In de jaren 1980 werd de Χ uitgerekt tot een open cirkel, om te tonen dat de Chiro een beweging is, een gemeenschap die op zich staat (een kring of cirkel), maar die oog heeft en openstaat voor de omgeving en de wereld (de opening in de cirkel).
In 2005 lanceerde de Chiro een vernieuwde huisstijl. Men koos daarbij voor "een wit logo in een rood en speels vlak"
- wit: omdat het logo zo sterker staat en meer opvalt
- rood: omdat het een van de bewegingskleuren is, minder ‘hard’ dan zwart, krachtiger dan beige en dynamischer dan blauw
- speels: "dat spreekt voor zich!"

### Chirovisie
De Chirovisie wordt beschreven in de Chirodroom. Die valt samen te vatten in drie Chirowaarden: graag zien, innerlijkheid en rechtvaardigheid.

### Chirokleren
Op 11 april 1934 werd door het Aartsbisdom een overeenkomst gesloten tussen de patronaten en de KAJ dat de patronaten omwille van hun parochiale werking geen uniform mochten dragen. Met het Christusmonogram als symbool van de vernieuwing leidde dit ertoe dat de verschillende groepen toch een eigen kledingstijl creëerden. Gegroeid uit de lokale werking, geïnspireerd door het thema van Christus Koning en onder internationale invloed ontstonden de eerste uniformen. Zonder enige eenheid door het ontbreken van een nationale top.

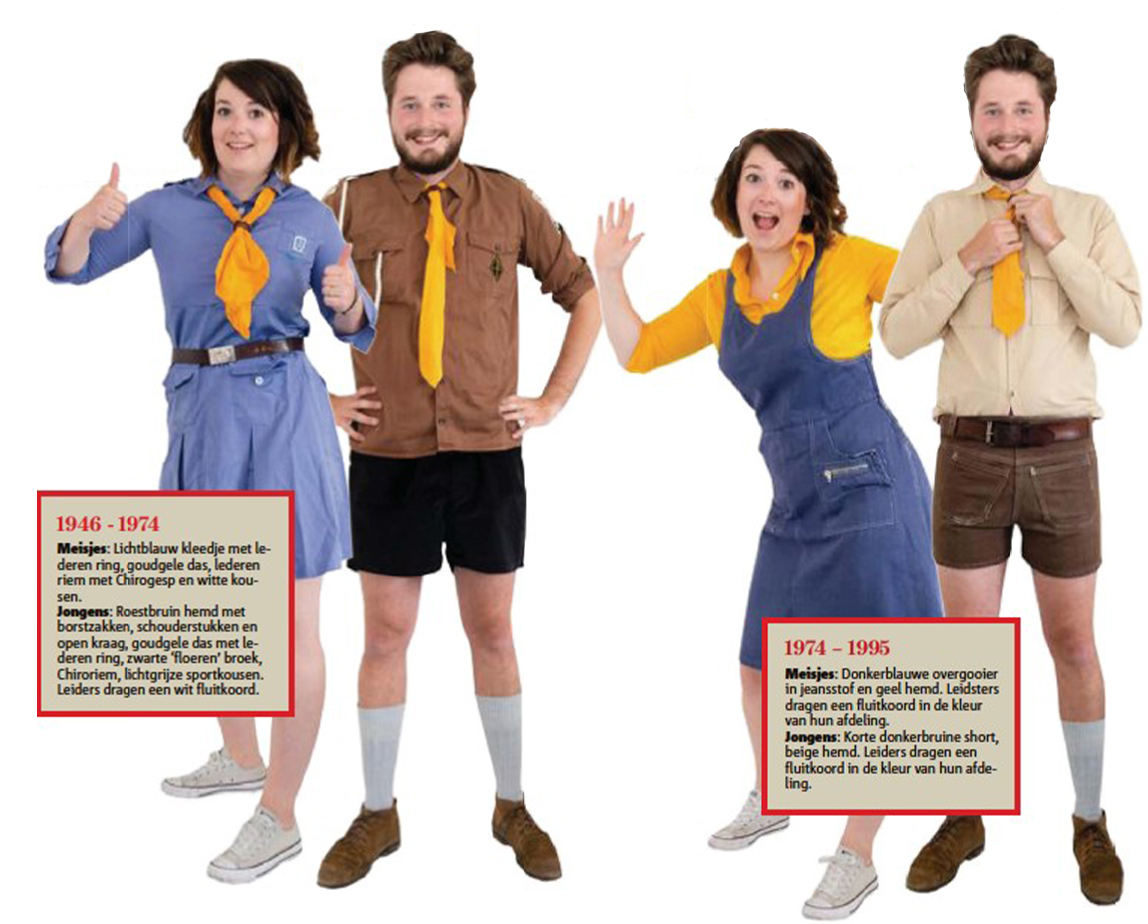
Evolutie van het Chiro-uniform

 Het duurde nog tot 1942, toen de landsbondsraad ontstond, dat er richtlijnen voor het uniform werden uitgevaardigd. Voor de jongens was dit een donkerblauwe korte broek en bruine broeksriem met Chirogesp, een donkerbruin hemd, een goudgele das en donkerblauwe muts met Chirokenteken. Het meisjesuniform bestond uit een lichtblauw kleedje met goudgele das voor de leden en een lichtblauwe bloes met donkerblauwe rok voor de leidsters. In De Keure editie 1955, verdween de muts uit het jongensuniform en de broek werd zwart ribfluweel. Ondanks de voorschriften bleven een aantal groepen trouw aan hun eigen uniform, soms met witte of groene uniformhemden.
Het uniform werd onder andere gedragen bij officiële momenten: om naar de mis te gaan, tijdens de openingsformatie en de slotformatie en tijdens het marcheren. Voor de eigenlijke activiteiten werd aangepaste spelkledij aangetrokken.
In 1974 werd een nieuw uniform ingevoerd. De veranderingen die op gang gekomen waren sinds Top 64 kregen nu ook in het uiterlijk van de beweging hun weerslag. De jongens droegen voortaan een beige hemd en een donkerbruine korte broek, de meisjes een gele blouse en een blauw jeansjurkje met bretellen. Voor de jongste afdeling was er alleen een T-shirt met het afdelingsfiguurtje.
Tijdens Krinkel '95, een bivak voor alle leiding en aspi's, werd zowel de kledij als het concept erachter aangepast. Sindsdien is er een assortiment Chirokleren, waaruit groepen en individuen hun eigen keuze kunnen maken. Lokale groepen konden wel nog kiezen voor een uniform, waarbij ze de vrijheid kregen om zelf een samenstelling te kiezen, zonder dat van bovenaf werd opgelegd. Sinds 1995 bestaat het basisassortiment dus uit een (korte) beige broek, of een (korte) beige rok voor de meisjes, een rood T-shirt, een blauw hemd en een blauwe sweater. Daarnaast is er een assortiment randkledij, met onder andere een Chirobuff, rode, beige of blauwe kousen en Chiroschoenen of -sandalen.
Vandaag de dag is er een rijkelijk aanbod van Chirokleren en gadgets te vinden in de Chirowinkel: brooddozen, sokken, paraplu's, botjes ... . Die Chirowinkel heet De Banier. Je kan deze winkel vinden in verschillende Belgische grootsteden.

### Kentekens
Binnen de Chiro zijn er een overigens ook tal van kentekens en/of symbolen die beduiden op een kleinere groep binnen de Chiro. Meestal gaat het dan over een afdeling, de leidingsgroep, kaderleden, etc. Deze kentekens zijn verkrijgbaar in Chirowinkel De Banier. De onderstaande kentekens zijn diegenen die tegenwoordig gebruikt worden en zijn niet te verwarren met een heel aantal oudere kentekens.

#### Afdelingskentekens en figuren
Iedere afdeling heeft een eigen kenteken en afdelingsfiguur. De kentekens hebben de kleur van de afdeling en kunnen op het uniform genaaid worden.
Deze kentekens zijn tegenwoordig niet meer verplicht.

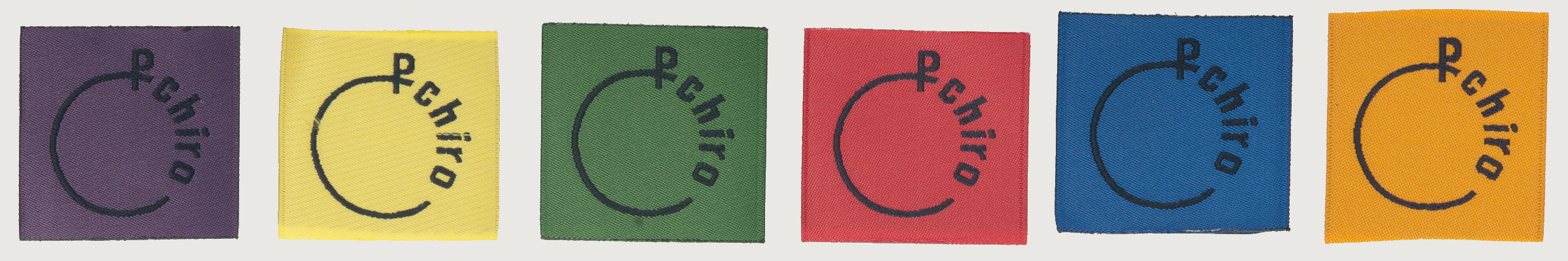
De afdelingskentekens die tegenwoordig door de Chiro gebruikt worden.
Ribbels (paars), Speelclub (geel), Rakwi (groen), Tito (rood), Keti (blauw) en Aspi (oranje)

Naast deze afdelingskentekens heeft iedere afdeling ook een afdelingsfiguur:
- Ribbels: Rupsje Ribbel
- Speelclub: Flupje Mazzel
- Rakwi's: Sjoepap
- Tito's: Flamm en Spetter
- Keti's: Boo de Bever
- Aspi's: Freek De Egel

#### Kentekens voor de leiding en kaderleden
| Het moderne kenteken voor de leiding van de Chiro. |  | Het moderne kenteken voor de kaderleden van de Chiro. |
| Het moderne kenteken voor de leiding.              |  | Het moderne kenteken voor de kaderleden.              |

Er bestaan naast de afdelingskentekens ook kentekens voor de lokale leiding en de kaderleden.
Het moderne leidingskenteken symboliseert een vertakte boom waarvan de diepe wortels de zwaarste stormen kunnen doorstaan en is naast de fluitkoord een symbool dat aantoont dat je lid bent van de leidingsploeg. Voor kaderleden bestaat er een kenteken waarop er een stel boomwortels zijn afgebeeld die de leidingsploeg ondersteunen.

### De Chiromuziekkapel
Sinds het ontstaan van Chiro hadden vele Chirogroepen hun eigen muziekkapel als onderdeel van het tonen van de identiteit. Dit was een soort van blaaskapel bestaande uit leden, leiding en oud-leiding. De Chiromuziekkapel werd door de toenmalige nationale Chiroleiding ingevoerd, als aanvulling op romantische Kristus-beweging die Chiro moest uitdragen. Een reguliere Chiromuziekkapel bestond doorgaans uit een tiental ruiterijtrompetten en enkele marstrommels en/of landsknechten. Doorheen de jaren verdwenen de meeste van deze muziekkapellen. Echter zijn er vandaag de dag nog zo'n 30-tal Chiromuziekkapellen die doorgaans jaarlijks samenkomen op een nationale Chirotaptoe.

## Organisatie

### Structuur
De Chiro bestaat uit zo'n 874 (2022) zelfstandige Chirogroepen. In elke groep heeft de eigen leiding het heft, het initiatief en het beslissingsrecht in handen.
De groepen uit nabijgelegen plaatsen verzamelen zich in een gewest. In totaal zijn er 72 (2023) gewesten. Een aantal gewesten samen vormen een verbond, waarvan er 10 zijn.
In elke provincie is er een regionaal secretariaat, waar leiding terechtkan met allerlei vragen. Op elk van die secretariaten werken minstens twee beroepskrachten, maar de dag door, en zeker elke avond, zijn er hele groepen vrijwilligers die mee aan die Chirobeweging bouwen. In de steden Gent, Antwerpen, Turnhout en Brussel is er bovendien een stadswerking actief.
Verschillende overkoepelende aangelegenheden worden door de nationale kadervrijwilligers georganiseerd in diverse diensten, commissies en raden. Er zijn verbonden in regio Antwerpen (Verbond Antwerpen, Verbond Kempen, Verbond Mechelen), regio Oost-Vlaanderen (Verbond Heuvelland, Verbond Reinaert, Verbond Roeland), regio Vlaams-Brabant en Brussel (Verbond Brussel, Verbond Leuven), regio Limburg (Verbond Limburg) en regio West-Vlaanderen (Verbond West-Vlaanderen).

### Leeftijdscategorieën (afdelingen)
| Ribbels             | 17 768  |
| Speelclubbers       | 20 106  |
| Rakwi's             | 19 090  |
| Tito's              | 15 569  |
| Keti's              | 12 141  |
| Aspi's (Aspiranten) | 8 899   |
| Totaal leden        | 93 899  |
| Leiders             | 7 490   |
| Leidsters           | 9 026   |
| X-leiding           | 9       |
| VB's                | 448     |
| Proosten            | 17      |
| Totaal leiding      | 16 999  |
| Kadervrijwilligers  | 1 282   |
| Totaal              | 112 171 |

De lokale Chirogroepen tellen gewone leden en leiders. In de Chiro bestaan onder de leden verschillende afdelingen, elk met hun bijhorende kleur
- ribbels, paars (niet in alle Chirogroepen, meestal in Chirogroepen met te veel speelclubbers): 1ste en 2de leerjaar
- speelclub, geel (vroeger ook kapoenen e.d. genoemd): 3de en 4de leerjaar indien er ribbels zijn, of 1ste, 2de en 3de leerjaar indien er geen zijn
- rakwi's, groen (komt van rakkers (jongens) en kwiks (meisjes)): 5de en 6de leerjaar indien er ribbels zijn, of 4de, 5de en 6de leerjaar indien er geen zijn
- tito's, rood (komt van tippers (meisjes) en toppers (jongens)) 1ste en 2de middelbaar
- keti's, blauw (komt van kerels (jongens) en tiptiens(meisjes)) 3de en 4de middelbaar
- aspi's, oranje (komt van aspiranten) 5de en 6de middelbaar

De jongste afdeling, de ribbels, wordt qua benaming vrij gelaten. Andere mogelijkheden zijn: bengels, biekes, botjes, guiters, kabouters, kadeekes, kapoenen, kiekeboes, miniclub, minimannen, oskaarkes, pagadders, pallieters, pinkels, prutsen, sjamfoeters, sloebers, spikkels, tintels, triangels, tsjoepkes, wieskes, woelies, kaloebers, ... De oudste afdeling, de aspiranten wordt soms overgeslagen of ingekort naar één jaar wanneer er leiding te weinig is. Die beslissing ligt bij elke Chirogroep apart. Soms wordt er ook een extra jaar toegevoegd bij een leidingsoverschot. Deze keuze ligt bij de Chirogroep zelf, ook de naam kiezen ze zelf. Enkele mogelijkheden zijn: aspi +, soepa's... .

## Geschiedenis
De start van Chiro valt niet echt te bepalen. Reeds in de 19e eeuw was er sprake van een start, maar pas na de Tweede Wereldoorlog groeide de Chiro echt uit.

### De 19e eeuw
Halverwege de 19e eeuw werden in verschillende parochies in Vlaanderen patronaten opgericht. Deze organisaties organiseerden op zondag ontspanning en godsdienstige vorming voor de plaatselijke jeugd. Er was nog geen sprake van een nationale of zelfs regionale samenwerking en elk patronaat deed zowat zijn eigen ding. De leiding bestond in die tijd uit patronaatsheren en -dames.

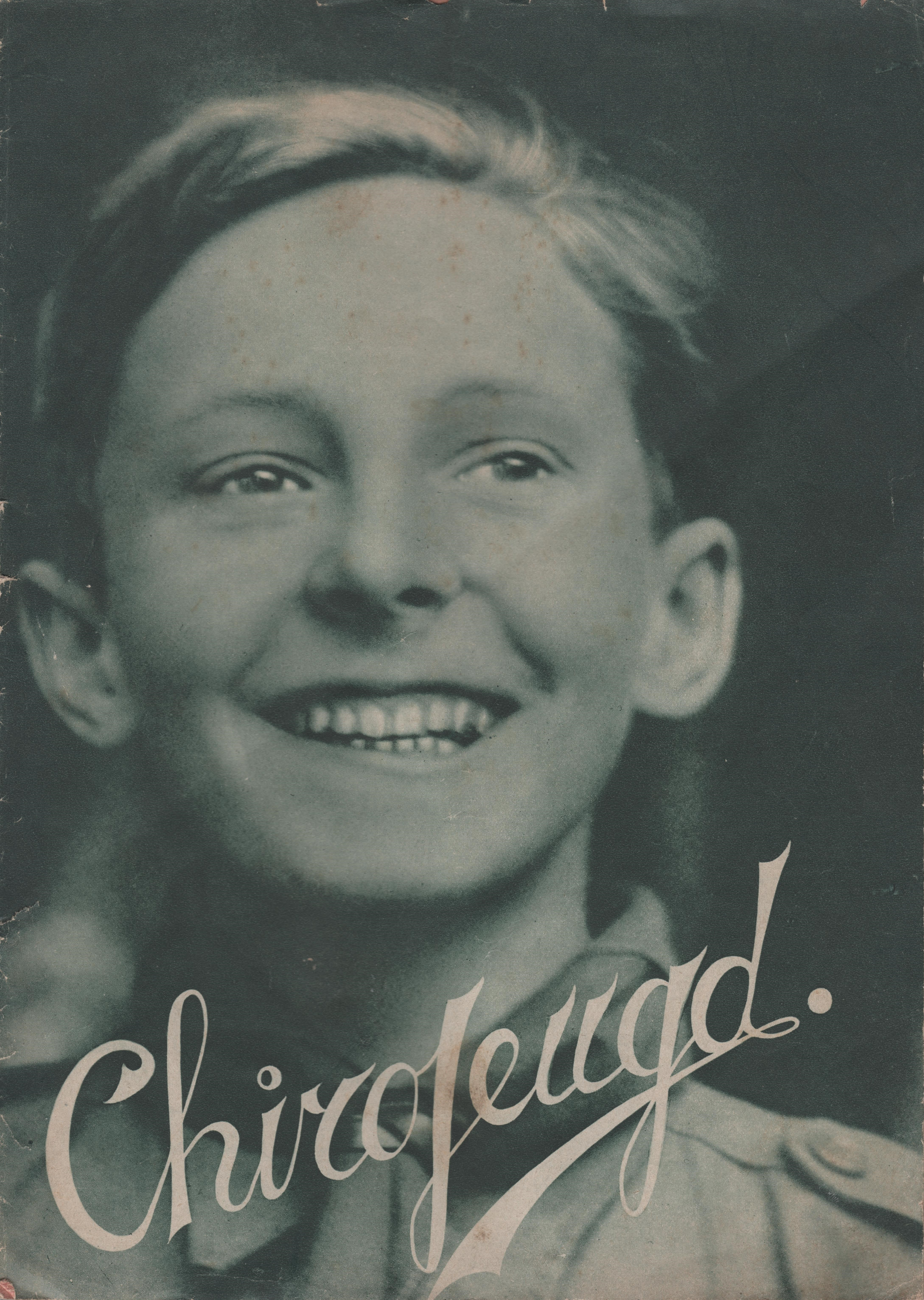
Voorpagina van propagandabrochure uit 1938

### Na de Eerste Wereldoorlog
Na de Eerste Wereldoorlog kwam er meer en meer samenwerking tussen de patronaten. De samenwerking werd wat bemoeilijkt daar er vele soorten patronaten waren en men op de ene plek er modernere ideeën opna hield dan op de andere.
In 1934 start E.H. Jos Cleymans met een grote vernieuwing. Hij was op dat moment algemeen secretaris van het Jeugdverbond voor Katholieke Actie en wordt algemeen beschouwd als de stichter van Chiro zoals we die nu kennen. Hij voerde de kentekens Chi en Rho in, de Christus-Koninggedachte, spelen in openlucht en meer godsdienst-beleving in plaats van onderricht. Hij richtte ook een structuur op met een nationaal verbond, regio-verbonden, gewesten en groepen.

### De Tweede Wereldoorlog
Tijdens de Tweede Wereldoorlog bleef de Chirowerking op een laag pitje bestaan, hoewel vele proosten en leiders onder de wapens moesten. De bijeenkomsten en manifestaties werden onder het mom van zuiver godsdienstige manifestatie gehouden om de Duitse bezetter te misleiden.
De vlam werd zo levend gehouden en na de oorlog begon Chiro overal door te breken. In 1946 volgde de officiële erkenning en het aantal groepen groeide van 200 tot 500. Er werd een visie ontwikkeld en de groepen werden onderverdeeld in vaste leeftijdsgroepen.

### De jaren zestig
In de jaren 60 werd de Chirowerking open gegooid. De aspirantenwerking werd uitgewerkt en de leiders werden aangemoedigd tot het oprichten van andere lokale jeugdwerkingen, zoals jeugdhuizen, jongerengemeenschappen, enzovoort.
Ook de maatschappelijke verandering was in de Chiro voelbaar. Er werd gedemocratiseerd en de leiders kregen dus meer inspraak in hun eigen vereniging en voor het eerst werden gemengde groepen gestart. Dit werd zelfs sterk verdedigd.

### De jaren zeventig
Tijdens de jaren 70 werd het gedachtegoed van '68 door de Chiro omarmd. De Chiro werd een maatschappijkritische beweging. Spelenderwijs werd er meegewerkt aan een betere maatschappij. Er werd een nieuw uniform ingevoerd en het leidingsblad Dubbelpunt werd geboren. De Chiro werd een vzw. De leidingsploeg was ondertussen aangegroeid tot 8000 leden.

### De jaren tachtig
Door de economische crisis en het opkomend individualisme kwam de Chiro, zoals veel jeugdbewegingen, onder druk te staan. Het ledenaantal daalde met 20.000 en een honderdtal groepen moesten stoppen wegens te weinig leiding, leden of beide. Als antwoord hierop werd de afdelingswerking centraal geplaatst en werd er gewerkt aan een betere en uniforme bekendmaking van Chiro. Zo kon in de tweede helft van de jaren tachtig weer een groei van het aantal leden en groepen worden vastgesteld.

### De jaren negentig en verder
Tijdens de jaren 90 werd de evolutie uit de jaren zeventig en 80 verder gezet. Chiro groeide uit tot een opener meer pluralistische beweging, en dit zonder de christelijke waarden te verloochenen.

### De afdelingsnamen
In het begin werden de afdelingsnamen vooral gekozen in de geest van de opvoeding die moest worden gegeven.
Jongens: strijdvaardig, dapper en sterk.
Meisjes: dienstbaarheid, zuiverheid, schoonheid.
1940-'50:
Jongens: Burchtknapen, Knapen en Kerels
Meisjes: Zonnekinderen, Zonnemeisjes en Kristimeisjes
1950-'60:
Zonnemeisjes worden Kroonmeisjes
Zonnekinderen worden Zonnemeisjes
Jongknapen, Sterretjes en Aspiranten komen erbij
1960-'70:
Sterretjes/Jongknapen worden speelclub
Zonnemeisjes/Burchtknapen worden kwiks/rakkers
Kroonmeisjes/Knapen worden tippers/toppers
Kristimeisjes/Kerels worden tiptiens/kerels
Aspiranten
2002:
De ribbels worden officieel erkend als zesde afdeling.

### Oudere symbolen en kentekens
Naast de hedendaagse kentekens waren er in de geschiedenis van de Chiro talloze andere tekens die zeer prominent aanwezig waren. Deze tekens evolueerde doorheen de tijd en onderstaande tekens zijn dan ook zeer tijdsgebonden.

#### Chirosymbolen (jaren 50)
Ongetwijfeld het meest gekende Chirosymbool en tevens een van de belangrijkste was het Christusmonogram (CHI-RO), het uiterlijk kenteken van de Chirobeweging. Daarnaast had men het Kruis, het teken van leiderschap en het christelijke geloof en de Vlaamse Leeuw, het teken van de Vlaamse fierheid en volkse aard.
De Chirovlag werd "De Banier" genoemd en moest met volstrekte eerbied behandeld worden. Er was meer dan één banier, zo had men afdelings-, groeps-, gewest-, verbonds- en landbondsbanieren en deze werden gedragen door de vaandrigs en begeleid door de banierwacht. Ook bestond er een bivakbanier dat eigenlijk een stevigere groepsbanier was. De huidige Chirowinkel, "De Banier" ontleent zijn naam aan deze vlaggen. Naast de banier had men ook vendels om mee te vendelen, deze siervlaggen werden op enkel op bijzondere plechtigheden gebruikt en werden vergezeld door pennoenen, driehoekige wimpels. Hoe men deze symbolen precies moest hanteren en alle andere informatie die iedere leider moest kennen stond beschreven in het Chirohandboek dat "De Keure" werd genoemd.

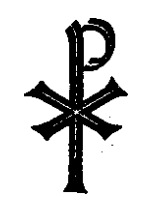
Het Christus monogram gebruikt door de Chiro in 1955.
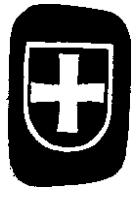
Kruis en schild gebruikt door de Chiro in 1955.
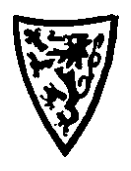
Logo van de Vlaamse Leeuw gebruikt door de Chiro in 1955.
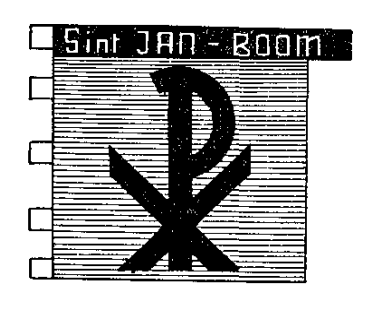
Een banier gebruikt door de Chiro in 1955.
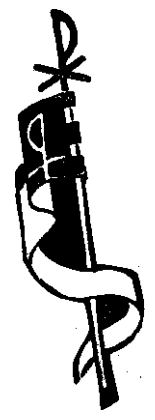
Een vendel gebruikt door de Chiro in 1955.
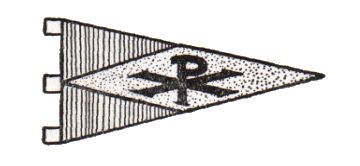
Een pennoen gebruikt door de Chiro in 1955.

#### Leidingskentekens (jaren 50)
Vroeger was er een hiërarchie in de leidingsploeg, in tegenstelling tot vandaag waar iedere leiding gelijk is, was er een soort rangordesysteem. Beginnende leiders, schaarleiders en afdelingsleiders droegen een zwart schild met goudgeel leiderskruis. Terwijl de groepsleiders eenzelfde zwart schild met geel-zwart kruis droegen. Ook waren er leiders die instonden voor meer dan één Chirogroep; de sector-, gewest, verbonds- en landbondsleiding. hiervoor werd hetzelfde systeem gehanteerd al droegen zij ook het wapenschild van de overeenkomstige regio waarvoor ze verantwoordelijk waren. Ook droeg de leiding het afdelingskenmerk van de afdeling waaraan zij leiding gaven, dit kenmerk bestond uit twee horizontale strepen in de kleur van de overeenkomstige afdeling.

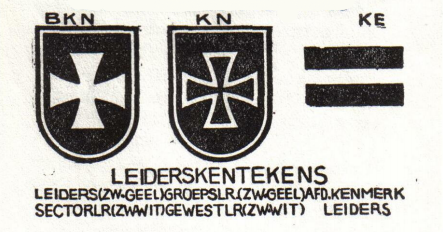
De verschillende leiderskentekens uit 1995.

#### Beloftekentekens (jaren 50)
Wanneer een lid de belofte voor een bepaalde afdeling had afgelegd, werd hij/zij verplicht om het beloftekenteken te dragen. Dit teken bestond uit een zwart ruitvormig schild met een goudgeel Christusmonogram en het passende afdelingskenteken op de achtergrond. Deze belofte was verschillend voor elke afdeling en daarom waren er dan ook meerdere beloftekentekens. De belofte werd begeleid door een uitgebreide ceremonie met teksten en liederen en vormde het teken dat men beloofd had om geheel in de geest van zijn afdeling te leven. De voorbereiding van deze beloftegang had ook voor iedere afdeling een aparte naam, de Zonnetocht (burchtknapen/zonnemeisjes), de Kroonwacht (knapen/kroonmeisjes) en de Pinksterformatie (kerels/kristimeisjes). Ook was er een apart beloftekenteken voor de leiding, dat geen afdelingskenteken op de achtergrond had.

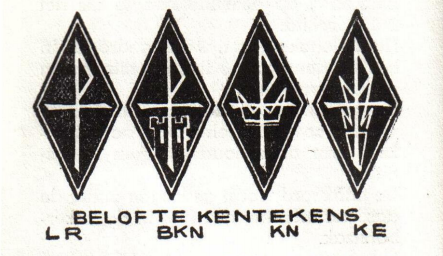
Enkele beloftekentekens uit 1955. Van links naar rechts: (leiding, burchtknapen & zonnemeisjes, knapen & kroonmeisjes, kerels & kristimeisjes).

#### Afdelingstekentekens (jaren 50 en 60)
Vroeger had iedere afdeling zijn eigen kenteken en schild. Deze kentekens moesten samen met het beloftekenteken op het uniform aangebracht worden. Deze tekens stonden tevens op de afdelingsbanieren en waren het herkenningssymbool van een bepaalde afdeling. De afdelingskentekens van de jongknapen/sterretjes en aspiranten zijn er pas in de loop van de jaren 50 bijgekomen.

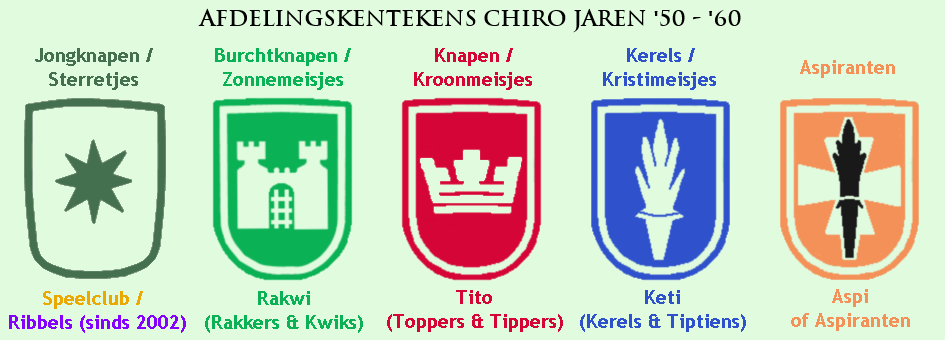
De 5 verschillende afdelingskentekens uit de jaren 50 - '60 met hun oorspronkelijke afdelingsnamen (bovenaan) en de moderne afdelingsnamen (onderaan).

### Ledenaantallen
| Werkjaar  | Aantal groepen | Leden | Leiding | Kader | Totaal |
| --------- | -------------- | ----- | ------- | ----- | ------ |
| 2007-2008 | 961            | 79408 | 15462   | 1189  | 96059  |
| 2008-2009 | 961            | 77730 | 15643   | 1304  | 94677  |
| 2009-2010 | 949            | 77221 | 15644   | 1446  | 94311  |
| 2010-2011 | 945            | 78880 | 15928   | 1414  | 96222  |
| 2011-2012 | 938            | 82379 | 16385   | 1436  | 100200 |
| 2012-2013 | 926            | 83107 | 15994   | 1542  | 100643 |
| 2013-2014 | 921            | 86053 | 15940   | 1465  | 103458 |
| 2014-2015 | 917            | 87360 | 15778   | 1460  | 104598 |
| 2015-2016 | 902            | 89919 | 15746   | 1249  | 106914 |
| 2016-2017 | 898            | 89766 | 16377   | 1539  | 107682 |
| 2017-2018 | 895            | 94107 | 16736   | 1519  | 112362 |
| 2018-2019 | 891            | 95283 | 16596   | 1165  | 113044 |
| 2019-2020 | 889            | 96042 | 16756   | 1191  | 113989 |
| 2020-2021 | 888            | 97003 | 17436   | 1347  | 115786 |
| 2021-2022 | 880            | 99494 | 18382   | 1595  | 119471 |
| 2022-2023 | 874            | 95605 | 17452   | 1343  | 114400 |

### Jaarthema's
| Werkjaar  | Thema                           |
| --------- | ------------------------------- |
| 1962-1963 | Getuige van zijn liefde         |
| 1963-1964 | Jonge kristenen nu              |
| 1964-1965 | Leven in topvorm                |
| 1965-1966 | Ruimte                          |
| 1966-1967 | Type 67                         |
| 1967-1968 | Daaraan zal men u herkennen     |
| 1968-1969 | Een nieuw ritme                 |
| 1969-1970 | De groep Chiro met Krachtlijn K |
| 1970-1971 | Impuls '70                      |
| 1971-1972 | Het kan anders                  |
| 1972-1973 | Feest voor alleman              |
| 1973-1974 | Spelenderwijs                   |
| 1974-1975 | Kies samenspel                  |
| 1975-1976 | We hebben je hard(t) nodig      |
| 1976-1977 | We kunnen er iets aan doen      |
| 1977-1978 | Prik, veer, probeer             |
| 1978-1979 | Daar gaat de vlieger op         |
| 1979-1980 | Alleen woon je klein            |
| 1980-1981 | Zie je 't al gebeuren?          |
| 1981-1982 | Weer jezelf met meer            |
| 1982-1983 | De vrede staat op 't spel       |
| 1983-1984 | Zet het spel op stelten         |
| 1984-1985 | 't Chiromerk, ook jouw werk     |
| 1985-1986 | Inzet in de verf                |
| 1986-1987 | Zeg nu zelf                     |
| 1987-1988 | Vivikune (Samen leef je)        |
| 1988-1989 | 't Klikt niet meteen            |
| 1989-1990 | Niet zomaar een zondag          |
| 1990-1991 | Geen vuiltje aan de lucht       |
| 1991-1992 | Anders kan gewoon               |
| 1992-1993 | Open kaart                      |
| 1993-1994 | Rap & Roer                      |
| 1994-1995 | Met kans tot opklaringen        |
| 1995-1996 | Geen maat voor niks             |
| 1996-1997 | Speel met spel (da's Chirotaal) |
| 1997-1998 | Met liefs                       |
| 1998-1999 | Ik ren, dus ik ben              |
| 1999-2000 | Kukelekunst                     |
| 2000-2001 | Maak het mee!                   |
| 2001-2002 | ZINderINg                       |
| 2002-2003 | Speel Goed                      |
| 2003-2004 | Play's 2B                       |
| 2004-2005 | NatuurLeuk!                     |
| 2005-2006 | Verdraai-de wereld              |
| 2006-2007 | Geksentriek                     |
| 2007-2008 | Chi-ro-la-la-la                 |
| 2008-2009 | Feest mee! (75 jaar Chiro)      |
| 2009-2010 | Een maatje meer!                |
| 2010-2011 | Stout?Moedig!                   |
| 2011-2012 | Armoede is een onrecht          |
| 2012-2013 | Goestink                        |
| 2013-2014 | Wijk uit!                       |
| 2014-2015 | Chiromantiek                    |
| 2015-2016 | Geef kleur!                     |
| 2016-2017 | Chirocycle                      |
| 2017-2018 | Iedereen Chironaut              |
| 2018-2019 | ça va?!                         |
| 2019-2020 | Grenzeloos Chiro                |
| 2020-2021 | onvoorSPELbaar                  |
| 2021-2022 | Vonken                          |
| 2022-2023 | Chirohiro's                     |
| 2023-2024 | Daar zit muziek in!             |
| 2024-2025 | Avontuurleuk!                   |
| 2025-2026 | Da's Lekker                     |

## Nationale proosten
- Joseph Bloquaux (1935 - 1937)
- Leo Vanhoebroeck (1937 - 1942)
- Bert Peeters (1942 - 1968)
- Ward Bruyninckx (1969 - 1976)
- Jef Van Den Ouweland (1976 - 1982)
- Carlos Desoete (1982 - 1990)
- Johan Cottyn (1991 - 1998)
- Erwin Roosen (1998 - 2000)
- Wim Selderslaghs (2000 - 2006)
- Els Van Doren (2006 - )[23]

## Bekende Vlamingen uit de Chiro
Alfabetisch op achternaam:
- Paul Akkermans (politicus) - Chiro St.-Lambertus, Antwerpen-Dam
- Amelie Albrecht (comedian) - Chiro Malderen - Chiro Sint Gillis bij Dendermonde
- Bert Anciaux (politicus) - Chiro Kristus-Koning Mutsaard
- Jos Ansoms (politicus)
- Bart Appeltans (interieurarchitect en mediafiguur)
- Kris Baert (Radio 2) - Chiro Uidekrij, Gooik
- Walter Baeten (schrijver '50 jaar Chiro', doctor in de geschiedenis)
- Rutger Beke (Triatleet) - Chiro Leefdaal
- Jakob Beks (acteur FC de kampioenen) - Chirojongens Hamont
- Ivo Belet (politicus) - Chiro Borgloon
- Janine Bischops (actrice)
- Steven Boen (acteur) - Chiro Schelle
- Rik Boey (radiopresentator bij Qmusic) - Chiro Woka
- Katrien Boon (Radio2) - Chiro Kapelle, Sint-Ulriks-Kapelle
- Tine Bossuit (zwemster) - Chiro SUS
- Piet Buyse (politicus)
- Tom Callens (musicus saxofonist Lady Linn, De dolfijntjes) - Chiro Tandem, Rollegem
- Wannes Cappelle (musicus Het Zesde Metaal) - Chiro Sint-Hillarius, Wevelgem
- Dirk Claes (politicus) - Chiro Wezemaal
- Sonja Claes (politica) - Chiro Heusden-Zolder
- Luc Claessens (oud-directeur Broederlijk Delen) - Chiro Joke, Wijnegem
- Alexandra Colen (politica)
- Lennert en Janus Coorevits (Compact Disk Dummies) - Chiro Horizon Desselgem
- Raf Coppens (cabaretier) - Chiro Tip-top, Wieze
- Filip Coussée (doctor pedagogie UGent)
- Simonne Creyf (politicus)
- Robert Crivit (Directeur Uit De Marge) - Chiro St.-Medardus, Eernegem
- Johan Danen (politicus) - Chiro Bilzen
- Gorik van Oudheusden (rapper als Zwangere Guy)
- Wim De Craene (musicus) - Chiro Scheldering, Melle
- Walter De Donder (acteur in onder andere Samson & Gert, Kabouter Plop, ... en politicus)
- Selattin Defevere (Homo universalis (Iedereen beroemd) 2019) - Chiro Aartrijke
- Steven Defour (voetballer) - Chiro Hojé, Hombeek
- Koen De Graeve (acteur in onder andere Van Vlees en Bloed, De Helaasheid der Dingen,...)
- Jean-Luc Dehaene (voor zijn overstap naar de scouts)
- Nathalie Delporte (Studio Brussel, Q-music, JOE fm) - Chiro Stasegem
- Klaas Delrue (musicus Yevgueni) - Chiro Pendoender, Rekkem
- Michiel De Meyer (acteur) - Chiro Kontakt, Boom
- Mark Demesmaeker - Chiro Kadasj, Essenbeek
- Thijs Demeulemeester Vlaams journalist
- Astrid Demeure (presentatrice) - Chiro Brustem
- Jens Dendoncker (komiek) - Chiro Prins Van Steenhuyse, Heestert
- Jenne De Potter (politicus) - Chiro Sint-Pieters, Erwetegem
- Melissa Depraetere - (politica) - Chiro Iris, Deerlijk
- Roel Deseyn (politicus) - Chiro 't Stratje, Bellegem
- Nadine De Sloovere (omroepster, nieuwsanker) - Chiro Sint-Antonius, Brugge
- Peter Desmet (politicus) - Chiro St-Amands Regenboog, Waregem centrum
- Jan De Smet (musicus) De Nieuwe Snaar - Chiro Sint-Martinus, Duffel-West
- Kris De Smet (musicus) De Nieuwe Snaar - Chiro Sint-Martinus, Duffel-West
- Wannes Destoop (regisseur) - Chiro Beregoed Waregem Gaverke
- Tom De Sutter (voetballer) - Chiro Sint-Jozef, Balegem
- Patrick Develtere (voorzitter ACW) - Chiro Sint-Michiel uit Roeselare
- Michiel Devlieger (tv-maker)
- Stijn Devolder (wielrenner) - Chiro Verticaal, Bavikhove
- Maarten Devoldere (musicus Balthazar & Warhaus) - Chiro Knipoog Kortrijk
- Luc De Vos (zanger van Gorki) - Chiro Karrekiet, Wippelgem
- Sabine De Vos (tvmaakster, jeugdauteur) - Chiro Sint-Amandus, Sint-Amandsberg, nu Chiro Sint-Joris
- David Dewaele (musicus)
- Stephen Dewaele (musicus)
- Giovanni De Weerdt (Coördinator Pax Christi) - Chiro Koka, Kontich
- Herman Dewit ('t Kliekske) - Chiro Huizingen
- Barbara Dex (zangeres) - Chiro Zwaneven, Oud-Turnhout
- Tom Dice (musicus) - Chiro Sint-Jozef, Eeklo
- Philip Dickmans (bisschop)
- Marieke Dilles (actrice) - Chiro Woka, Wommelgen & Chiro Jap, Borsbeek
- Frank Dingenen (tv-maker) - Chiro Bloemendaal, Schoten
- Michel Doomst (politicus) - Chiro Uidekrij, Gooik
- Hilde Dosogne (ultraloopster) - Chiro Klimop Waregem Centrum
- Sien Eggers (actrice) - Chiro Herent
- Paul Geerts (stripauteur Suske en Wiske) - Chiro Jongensbond Sint-Rochus, Deurne
- Jonas Geirnaert (cartoonist, regisseur)
- Fien Germijns (radio- en tv-presentatrice)
- Lieven Gheysen (mentalist Gili) - Chiro Don Bosco, Kortrijk
- Piet Goddaer (musicus Ozark Henry) - Chiro Tsjoef, Heule
- Cas Goossens (gedelegeerd bestuurder VRT) - mede-oprichter Chiro Itegem
- Paul Goossens (journalist) - Chiro Zemst
- Otto-Jan Ham (radiopresentator) - Chirojongens Lombeek
- Lotte Hendrickx (actrice familie) - Chiro Elckerlyc, Nijlen
- An Hermans (politicus)
- Marc Herremans (Triatleet) - Chiro Wuustweze
- Lieve Hoet (jeugdauteur)- Chiro Sint-Theresia-Dilbeek, nu Iris-Dilbeek
- Leif Hoste (wielrenner) - Chiro Verticaal, Bavikhove
- Piet Huysentruyt (tv-kok) - Chiro Kiekeboe Sente
- Bert Huysentruyt (drummer, acteur) - Chiro Sint Nico, Lendelede
- Theo Kelchtermans (politicus)
- Gerrit Kerremans (StuBru-presentator) - Chiro Liezele
- Willy Kuijpers (politicus) - Chiro Sint-Jacob, Leuven
- Jef Lambrecht (VRT nieuwslezer) - Chiro Avelgem
- Nahima Lanjri (politicus)
- Johan Leman (CGKR directeur)
- Goedele Liekens (politica, psycholoog) - Chiro Begijnendijk
- Walter Luyten (politicus)
- Caroline Maes (actrice Familie, spoed) - Chiro Alleman, Sinaai
- Nelly Maes (politica) - Chiro Alleman, Sinaai
- Jeroen Meus (tv-kok) - Chiro Blauwput
- Wilfrid Moonen (musicus 't Kliekske)
- Robert Mosuse (musicus) - Chiro Sint-Jan Berchmans / Sint-Amands
- Ronny Mosuse (musicus) - Chiro Sint-Jan Berchmans / Sint-Amands
- Tinne Oltmans (actrice) - Chiro Schelle
- Jan Paternoster (musicus) - Chiro Iris - Dilbeek
- Elke Pattyn (VTM-nieuwsanker) - Chiro Ilse, Lendelede
- Walter Pauli (journalist) - Chiro Bilzen
- Frans Peeters (politicus)
- Kris Peeters (politicus) - Chiro Onze Lieve Vrouw, Ruisbroek
- Wouter Raskin (politicus) - Chiro Bilzen
- Stef Poelmans (entertainer) - Chiro Boekt
- Tinne Rombouts (politica)
- Jean Bosco Safari (zanger) - Chiro SAM, Merksem
- Thor Salden (Eurosong for Kids 2006) - Chiro Sint-Jozef, Merksem
- Maarten Schenk (Trendolizer, winnaar SKEPP) - Chiro Sint-Jozef en Nationaal
- Herman Schueremans (Organisator Rock Werchter) - Chiro Herent
- Lennart Segers (Radio2) - Chiro Bosuil, Jezus-eik
- Mieke Sergeant (zangeres Ingeborg, actrice) - Chiro Hertsberge
- Wim Soutaer (zanger)- Chiro Huizingen
- Sofie Staelraeve (politica)
- Dré Steemans (tv-presentator - Felice) - Chiro Maasmechelen
- Jesse Stroobants (atleet) - Chiro Oud-Heverlee
- Nico Sturm (acteur) - Chiro 't Allemanneke, Wilrijk
- Selah Sue (zangeres, alias van Sanne Putseys)
- An Swartenbroekx (actrice Bieke in "F.C. De Kampioenen")
- René Swartenbroekx (auteur) - Chiro As-Niel
- Femme Swinnen (presentatrice VTMKzoom) - Chiromeisjes Overpelt-Centrum
- Oliver Symons (zanger) - Chiro Sint-Job
- Daisy Thys (actrice Thuis) - Chiro Oevel
- Mark Tijsmans (acteur) - Chiro Sam & Sint-Jozef, Merksem
- Wouter Van Besien (politicus) - Chiro Haacht
- Gunter Van Campenhout (musicus Mama's Jasje, Spark) - Chiro Kemzeke
- Marc Van de Looverbosch (VRT nieuwsdienst) - Chiro Luit, Mortsel
- Ruben Vandenborre (filmregisseur) - Chiro St Amands Regenboog Waregem Centrum
- Jan Van den Bosch (acteur) - Chirojongens Hombeek
- Joris Vandenbroucke (politicus)
- Jan van den Kerkhof (politicus) - Chiro in Moretusburg, Hoboken
- Annemie Vandeputte (VTM nieuws) - Chiro Stasegem
- Antoine Van der Auwera (acteur De Smaak van De Keyser, Witse) - Chiro St.-Martinus, Duffel-West
- Tania Van der Sanden (actrice eiland) - Chiromeisjes St.-Antonius
- Willy Vanderstappen (politicus) - Chiro Malderen
- Peter Van de Veire (Stubru, MNM, Radio 2) - Chiro Dakan, Waarschoot
- Vincent Vangeel (radiopresentator bij Qmusic) - Chiro Battel, Mechelen
- Paul Van Grembergen (politicus) - Chiro Zelzate
- Hanne Vanhaesebrouck - (Finalist De Mol 2016) Chiro Ilse, Lendelede
- Ilse Van Hoecke (Één en Radio 2) - Chiro De Kaproenen, Mariakerke-Gen
- Monica Van Kerrebroeck (politicus) - Chiro Sint-Lutgardis, Gentbrugge
- Patrik Vankrunkelsven (politicus)
- Dries Van Langenhove (politicus) - Chiro Heilig Kruis, Lebbeke
- Jan Vannot (musicus Voice Male) - Chiro Frelus, Deurne
- Stan Van Samang (acteur, zanger) - Chiro Wijgmaal
- Wim Vanseveren (directeur VRT)
- Els Van Weert (politicus) - Chiro Kessel en Chiro Bevel
- Dirk Van Zundert (VRT)
- Jan Vereecke (organisator Night of the Proms) - Chiro Sint Joris, Sleidinge
- Mark Verhaegen (politicus)
- Dieter Verhaest (doctor academicus economie) - Chiro Zwevezele
- Dirk Van Tichelt (judoka) - Chiro Nelto Sint-Lenaarts
- Annelies Verbeke (schrijfster) - Chiro Malderen
- Stijn Vercruysse (journalist) - Chiro Knipoog Kortrijk
- Servais Verherstraeten (politicus) - Chiro Albatros, Wezel
- Bart Verhulst (journalist) - Chiro Mere
- Thomas Vermaelen (profvoetballer) - Chiro Kristal, Stabroek
- Leopold Vermeiren (schrijver De Rode Ridder-boeken) - Chiro Jongensbond Sint-Rochus, Deurne
- Johan Verminnen (musicus) - Chiro Wemmel
- Ann Verscuren (Braambos) - Chiro Heist-Station, Heist-op-den-Berg
- Inge Vervotte (politica) - Chiro Coloma, Mechelen
- Raf Walschaerts (musicus Kommil Foo) - Chiro Happy Dorp, Essen
- Daphne Wellens (actrice Spring) - Chiro Steenhuffel
- Axel Weydts (politicus) - Chiro Sint-Jan, Kortrijk
- Wim Willaert (acteur, musicus accordeonist De Dolfijntjes) - Chiro De Branding, Nieuwpoort
- Jos Wouters (abt van de abdij van Averbode) - Chiro Woka, Wommelgem en Chiro Okselaar

## Bekendmakingsaffiches

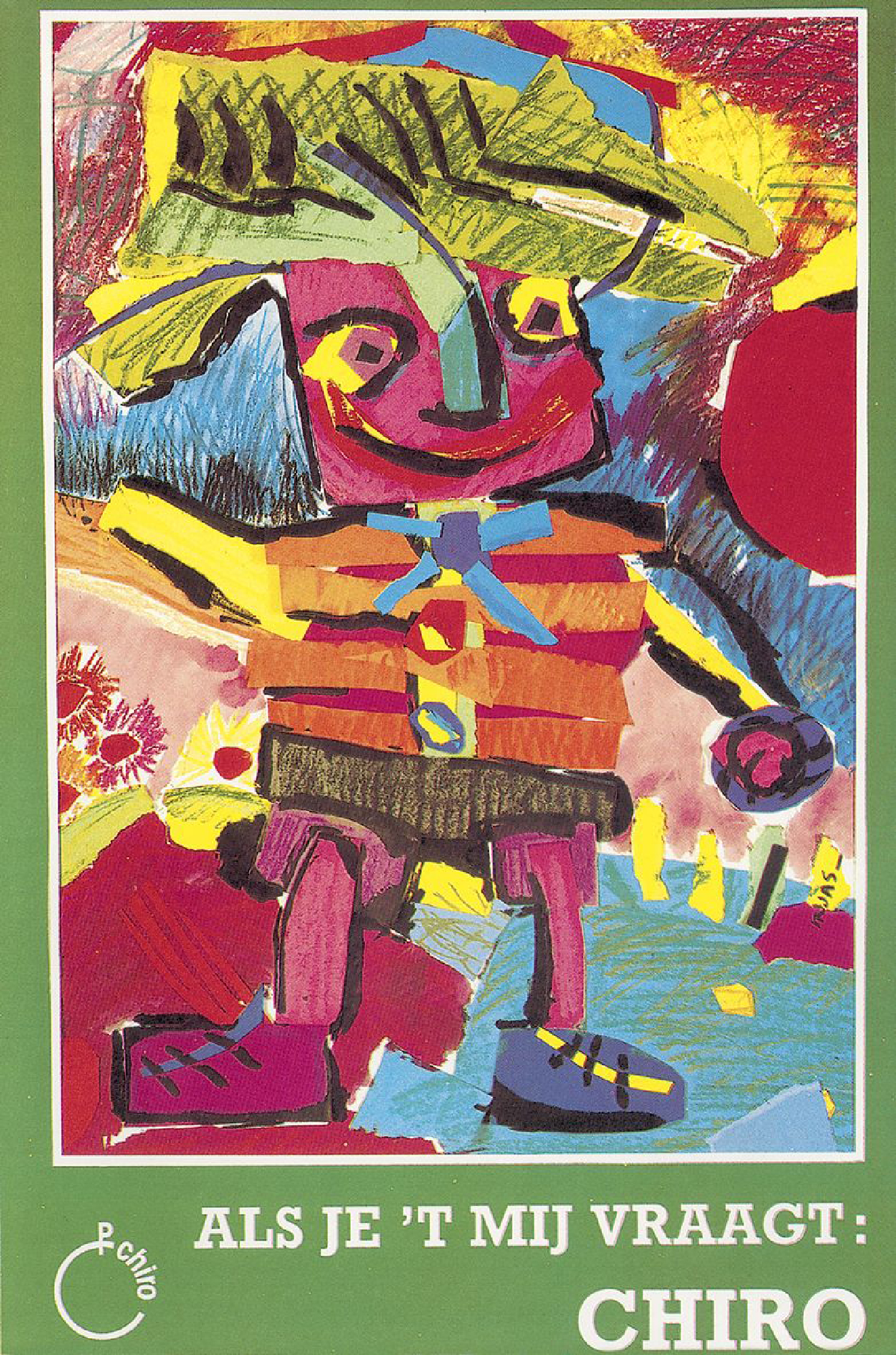
1986-1987
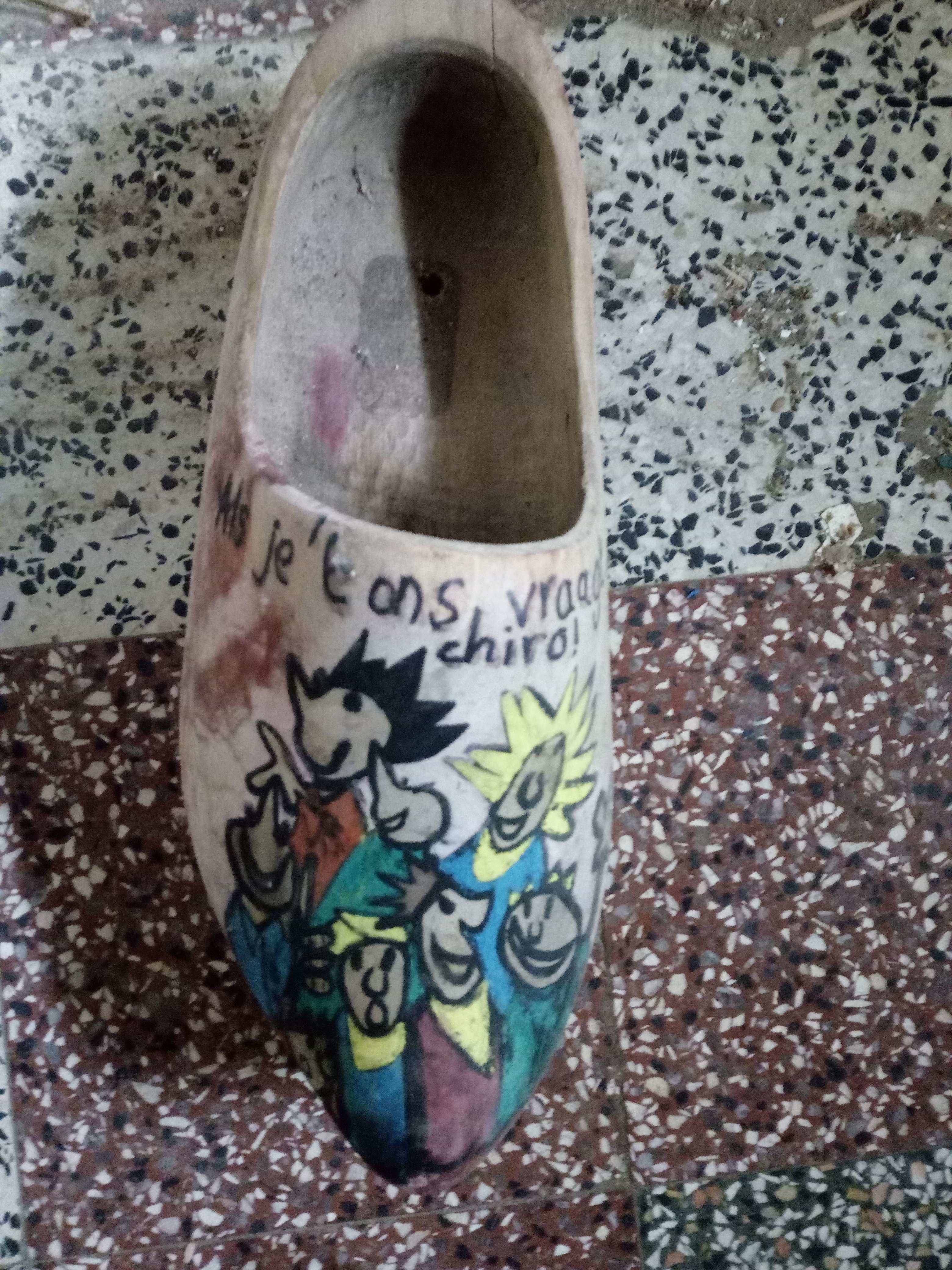
Affiche werkjaar 1992-1993 op klomp
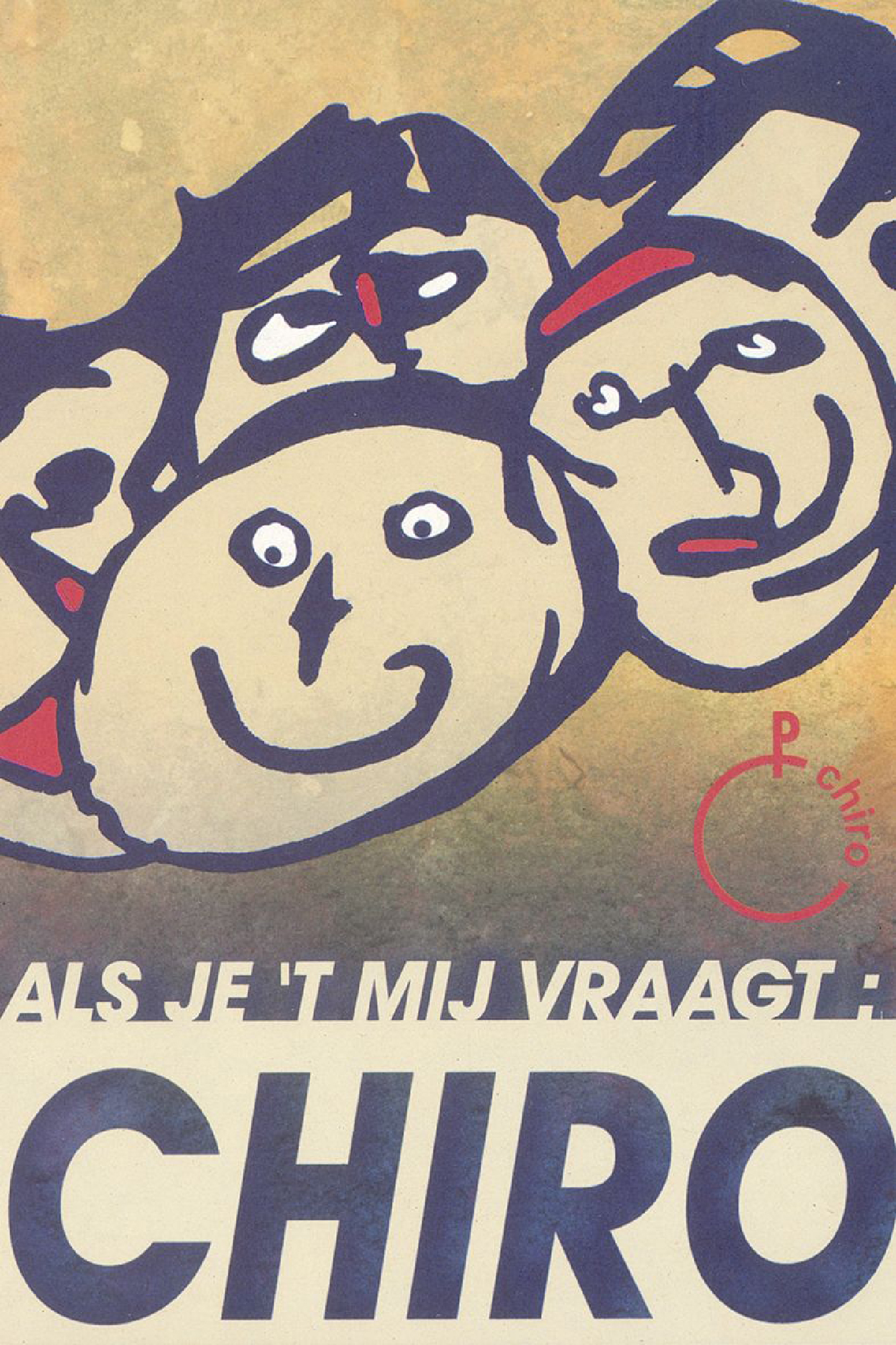
1997-1998
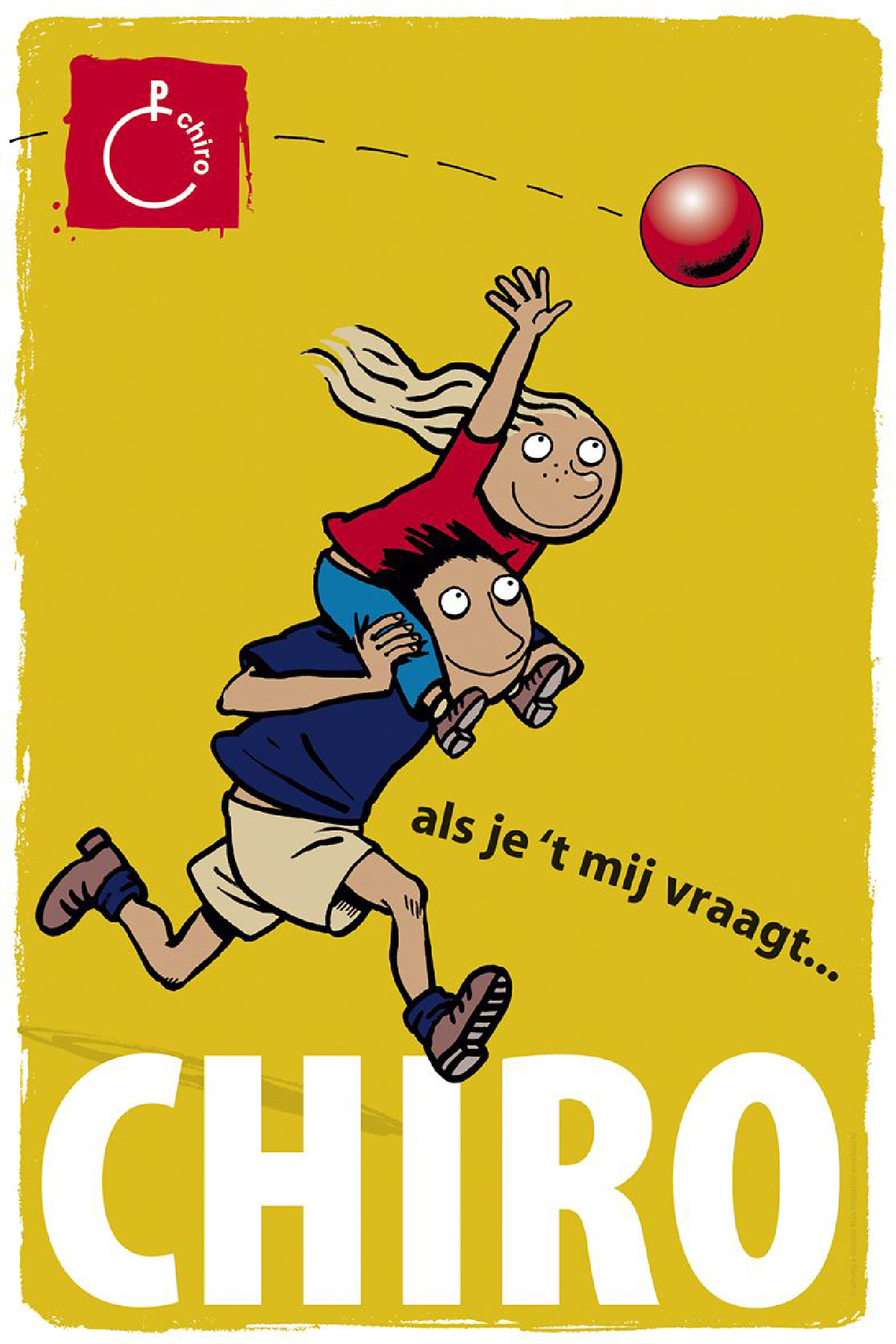
2005-2006
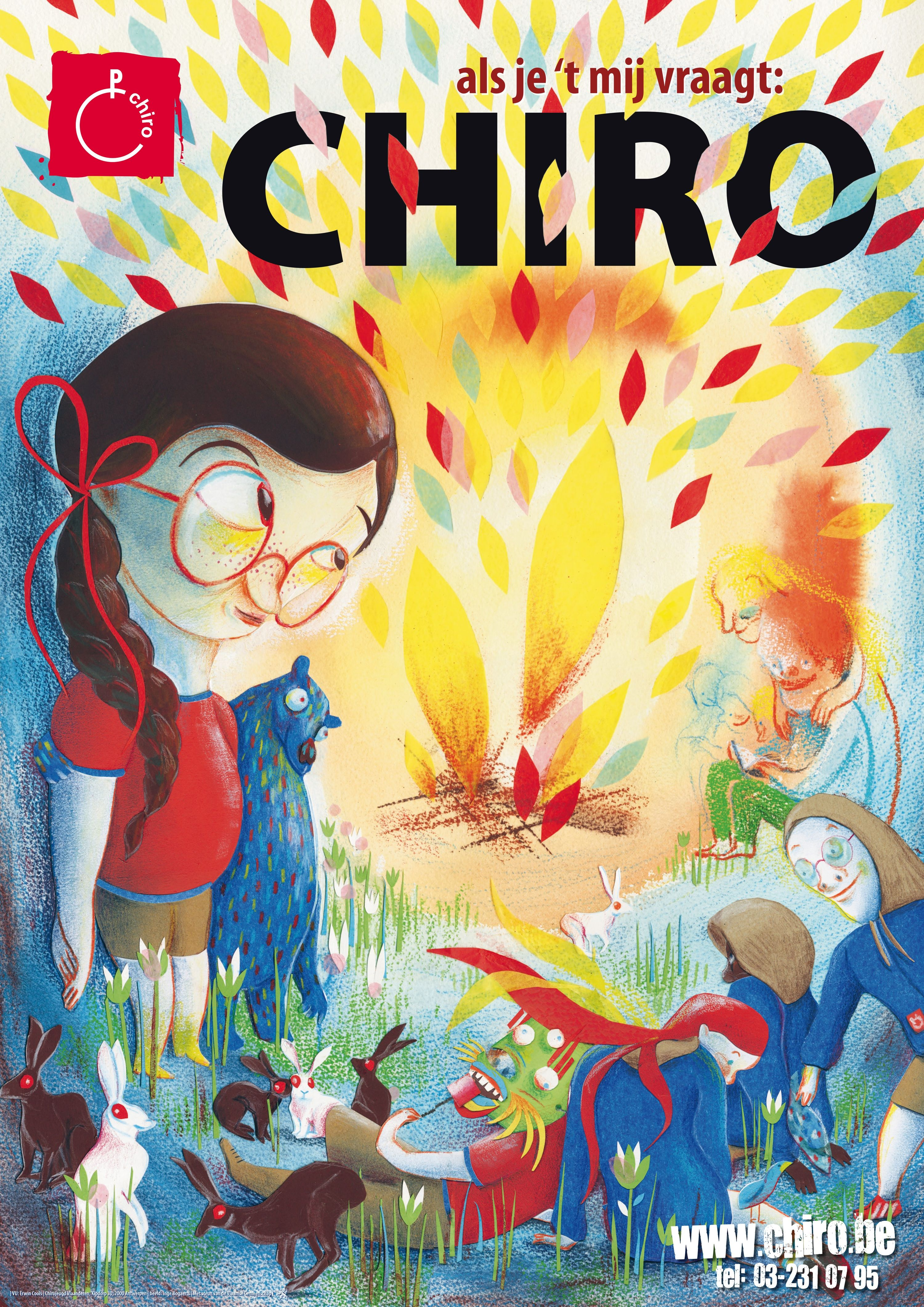
2013-2014